# بید برگ‌نمدی
بید برگ‌نمدی (نام علمی: Salix alaxensis) نام یک گونه از سرده بید است.